# The Animated Grouch Chaser
The Animated Grouch Chaser è un cortometraggio muto del 1915 scritto, prodotto e diretto da Raoul Barré.

## Produzione
Il film fu prodotto dalla Edison Company e dalla Barre Studios.

## Distribuzione
Distribuito dalla General Film Company, il film - un cortometraggio di 150 metri - uscì nelle sale cinematografiche USA il 17 marzo 1915, venendo distribuito una seconda volta il 16 giugno 1915.
Nelle proiezioni, veniva programmato con il sistema dello split reel, accorpato in un'unica bobina con un altro cortometraggio prodotto dalla Edison, la commedia Seen Through the Make-Up.